# Gerardo I de Paris
Gerardo I de Paris é um conde de Paris, que morreu em 779. Ele é a origem da Casa dos girárdidas.

## Biografia
De acordo com várias fontes, ele teria casado com uma certa Rotruda que poderia ser uma filha de Carlomano, filho de Carlos Martel. Desta união nasceram:
- O futuro conde Estevão de Paris (v. 754-†811/815)
- O futuro conde Leutardo I de Paris (?-813)
- O futuro conde Begão de Paris (?-816)

Seu filho Estevão de Paris sucede-lhe no título de conde de Paris.